# Дирихле, Петер Густав Лежён
Ио́ганн Пе́тер Гу́став Лежён Дирихле́ (нем. Johann Peter Gustav Lejeune Dirichlet; 13 февраля 1805, Дюрен, Французская империя, ныне Германия — 5 мая 1859, Гёттинген, королевство Ганновер, ныне Германия) — немецкий математик, внёсший существенный вклад в математический анализ, теорию функций и теорию чисел.
Член Берлинской (1832) и многих других академий наук, в том числе Петербургской (1837; член-корреспондент) и Парижской (иностранный член с 1854; корреспондент с 1833), Лондонского королевского общества (1855).

## Биография
Густав Лежён Дирихле родился 13 февраля 1805 года в вестфальском городе Дюрене, который в то время входил в состав Первой французской империи и возвратился в Пруссию после Венского конгресса в 1815 году. Его отец, Иоганн Арнольд Лежён Дирихле, был почтмейстером, торговцем и городским советником. Его дед по отцовской линии приехал в Дюрен из бельгийского городка Ришле (фр. Richelet, 5 км к северо-востоку от Льежа). Этим обусловлено происхождение необычной для немецкого языка фамилии. Часть фамилии «Лежён» имеет аналогичное происхождение — деда называли «молодым человеком из Ришле» (фр. Le Jeune de Richelet).
Хотя семья не была богатой, и он был самым младшим из семи детей, родители занимались его образованием. Они записали мальчика в начальную школу, а затем — в частную школу в надежде, что он позже станет торговцем. Молодой Дирихле, который проявлял большой интерес к математике, убедил своих родителей позволить ему продолжить учёбу. В 1817 году они отправили его в гимназию в Бонне под присмотром Петра Иосифа Эльвениха, студента, которого знала его семья. В 1820 году Дирихле переехал в иезуитскую гимназию в Кёльне, где в числе прочих преподавателей его учил Георг Ом. Год спустя он покинул гимназию всего лишь с сертификатом об окончании, так как неспособность освоить латынь помешала Дирихле стать абитуриентом.
С 1822 по 1827 год работал домашним учителем в Париже, где познакомился с Фурье.
В 1825 году Дирихле вместе с А. Лежандром доказал великую теорему Ферма для частного случая n = 5. В 1827 году юноша по приглашению Александра фон Гумбольдта устроился на должность приват-доцента университета Бреслау (Вроцлав). В 1829 году он перебирается в Берлинский университет, где проработал непрерывно 26 лет, сначала как доцент, затем (с 1831 года) как экстраординарный, а с 1839 года как ординарный профессор Берлинского университета.

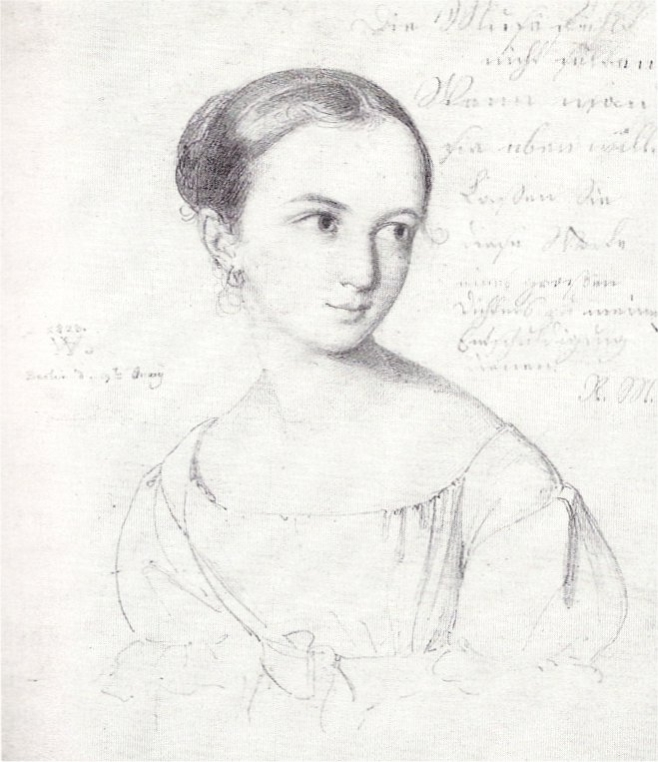
Супруга Дирихле — Ребекка Мендельсон, сестра Феликса и Фанни Мендельсон

В 1831 году Дирихле женился на Ребекке Мендельсон-Бартольди, сестре знаменитого композитора Феликса Мендельсона-Бартольди.
В 1855 году Дирихле становится в качестве преемника Гаусса профессором высшей математики в Гёттингенском университете. В числе его достижений — доказательство сходимости рядов Фурье.

## Научная деятельность
Дирихле принадлежит ряд крупных открытий в самых разных областях математики, а также в механике и математической физике.
В анализе и математической физике он ввёл понятие условной сходимости ряда и дал признак сходимости. Доказал разложимость в ряд Фурье всякой монотонной кусочно-непрерывной функции. Высказал плодотворный принцип Дирихле. Существенно продвинул теорию потенциала.
В теории чисел он доказал теорему о прогрессии: последовательность {a + nb}, где a, b — взаимно простые целые числа, содержит бесконечно много простых чисел.
Помимо прямых учеников, лекции Дирихле оказали огромное влияние на Римана и Дедекинда.

### Ученики
Среди учеников Дирихле были:
- Леопольд Кронекер,
- Рудольф Липшиц,
- Фердинанд Эйзенштейн.

## Важнейшие труды
- Sur la convergence des séries trigonométriques qui servent à représenter une fonction arbitraire entre des limites données (О сходимости тригонометрических рядов, служащих для представления произвольной функции в данных пределах, 1829).
- Beweis des Satzes, dass jede unbegrenzte arithmetische Progression, deren erstes Glied und Differenz ganze Zahlen ohne gemeinschaftlichen Factor sind, unendlich viele Primzahlen enthält (Доказательство утверждения о том, что любая неограниченная арифметическая прогрессия с первым членом и шагом, являющимися целыми числами и не имеющих общего делителя, содержит бесконечное число простых чисел (теорема Дирихле), 1837).

### Труды в русском переводе
- Дирихле П. Г. Л. О сходимости тригонометрических рядов, служащих для представления в данных пределах произвольной функции. В кн.: Разложение функций в тригонометрические ряды. Харьков, 1914. с. 1—23.
- Дирихле (Лежен) П. Г. Лекции по теории чисел. М.-Л.: ОНТИ, 1936.

## Память
В 1970 году Международный астрономический союз присвоил имя Дирихле кратеру на обратной стороне Луны.